# Handschrift 824
Handschrift 824 (1 L 6) is een 15e-eeuws manuscript met ‘Algorismus’ (‘Algoritme’). De tekst bestaat uit vijf delen over verschillende onderwerpen. De eerste tekst is de ‘Algorismus’, waaraan het handschrift zijn naam ontleent. De daaropvolgende delen zijn ‘De arte rhetorica’, een wetenschappelijke discussie die werd geschreven door Laurentius Valla, een uittreksel uit een tekst die werd geschreven door Hendrik van Kalkar en tot slot een onderdeel dat werd geschreven door de kartuizer monnik Oswaldus de Corda met de titel ‘Opus pacis secundum modum Carthusiensium’. Het handschrift wordt nu bewaard in de Universiteitsbibliotheek Utrecht. Het kan worden geciteerd als: Utrecht Universiteitsbibliotheek HS. (824).

## Het manuscript
De leren boekband heeft enkele beschadigde schutbladen van perkament.  De tekst is geschreven op papier. De liniëring is daarop nog te zien. Het manuscript is door meerdere kopiisten geschreven. Het schrift van het Algorismus-gedeelte en De arte rhetorica lijkt bijvoorbeeld niet op elkaar; beide teksten zijn geschreven door andere kopiisten. Ook de inhoud van deze teksten ligt ver uit elkaar.

## Inhoud
Het manuscript bestaat uit vijf teksten die in deze band zijn samengebonden. De titel Algorismus verwijst niet alleen naar het hele boek, maar het is ook de titel van de eerste tekst. De Algorismus is een wiskundig traktaat. Het bevat lange tekstdelen met uitleg en voorbeelden die mathematische vergelijkingen tonen (fol. 1r-28r). In de middeleeuwen waren kloosters belangrijke instituties voor het onderwijs. Daarom komt aritmetica voor in kloosterhandschriften.
Het gedeelte met De arte rhetorica gaat over retorica en wat daarmee te maken heeft. Hier wordt onder andere ‘elocutio’  behandeld, de kunst van het goed en helder verwoorden (fol. 32r-86r).
De derde tekst telt maar drie pagina’s. Hier begint weer een andere kopiist. De titel luidt: [d]e ratione dicendi praecepta” ‘Laur. Valla’. Deze naam verwijst naar de oorspronkelijke auteur van deze tekst, Laurentius Valla. (fol. 86v-87v).
Hierop volgt het Excerptum, ook wel ‘Loquagium’ genoemd, dat werd geschreven door de kartuizer Hendrik van Kalkar (fol. 93r-101r).
De auteur van de laatste tekst, Oswaldus de Corda, was de eerste prior van Perth (Schotland). Hij stond aan het hoofd van het kartuizerklooster in Perth. Zijn Opus pacis is een handboek over wat er komt kijken bij het kopiëren en corrigeren van Latijnse teksten. Dit is het oudste voorbeeld van een instructietekst over de principes van tekstcorrectie (fol. 102-163).

## Het schrift
Het tekstgedeelte Algorismus is typerend voor de tijd en streek waarin het handschrift vervaardigd is. Dit schrifttype is wat Raymond Clemens en Timothy Graham een bastarda noemen. Zo heeft de kopiist de neiging om de letter ‘r’ en ‘d’  op een s-achtige manier te schrijven. Andere kenmerken zijn de lange s en f die onder de schrijflijn uitsteken; dit kenmerk ontwikkelde zich voor het eerst in oorkondenschrift.  Het bastarda-schrifttype werd vaak gebruikt voor rijk gedecoreerde volkstalige teksten. Dit Algorismus-handschrift werd echter vervaardigd voor een klooster.  Het bevat los van een enkele rubriek ook geen echte decoratie. De andere teksten in dit handschrift zijn geschreven in het lettertype cursiva.  

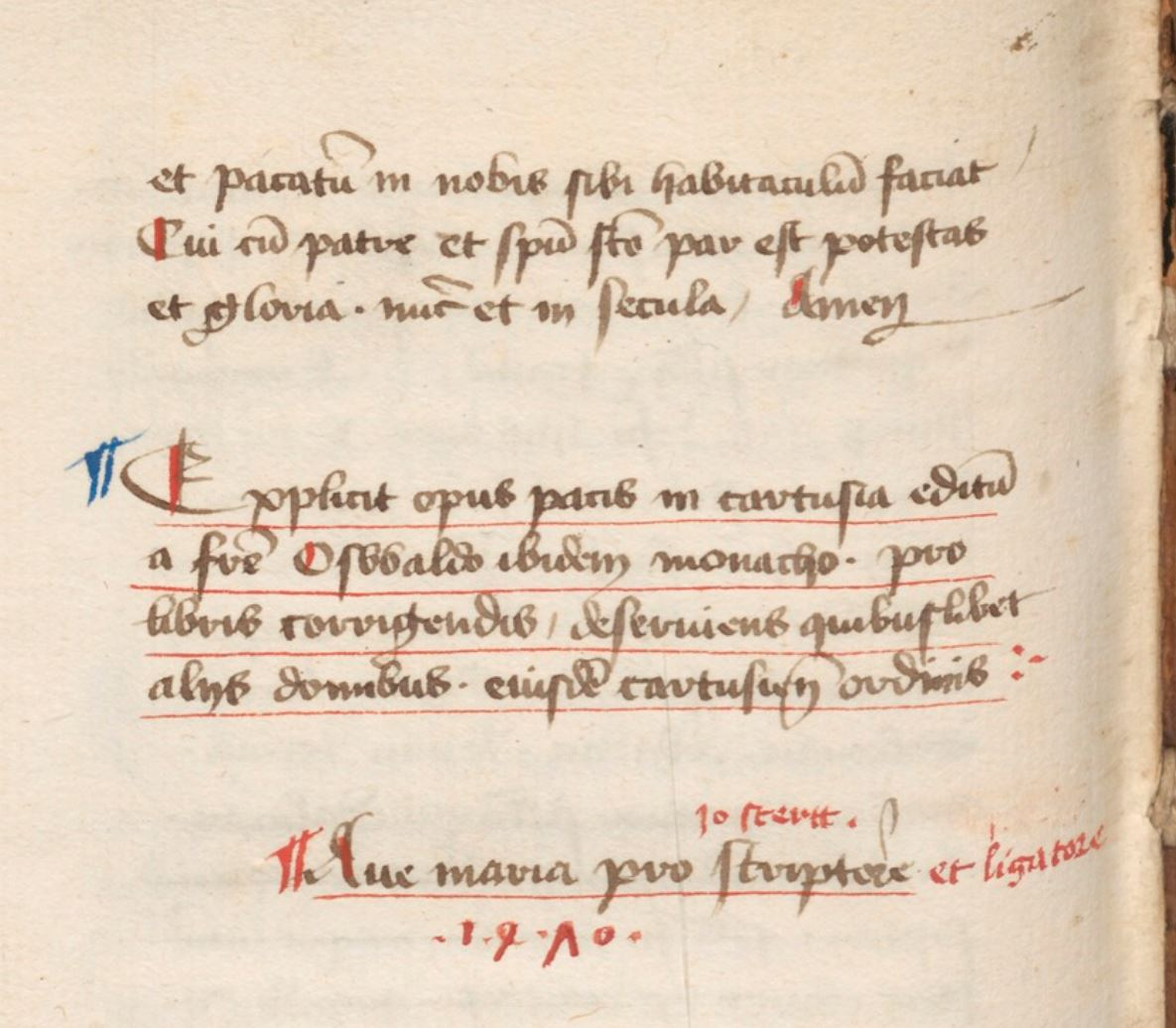
Colofon (folio 163v) waarin de naam van kopiist Jo Stertt genoemd wordt.

## Colofon
Een colofon op fol. 163v vermeldt dat de kopiist met de naam Jo Stertt de tekst op fol. 102 tot 163 schreef: “Ave maria pro scriptore” [en dan geschreven in rood door een andere hand] Jo Stertt, et Ligatore. 1470.” (“Gegroet Maria voor de afschrijver Jo Stertt _ en de binder. 1470.”) Colofons roepen de lezer vaak op om voor de schrijver, die veel tijd heeft besteed aan het kopiëren van de tekst heeft gestoken, te bidden.
Colofons zijn de beste manier om een handschrift te dateren. Ze zijn een belangrijk hulpmiddel voor een paleograaf om de datering en herkomst van een handschrift te bepalen. Het colofon op fol. 163v kan niet alle teksten dateren, maar het vermeldt wel dat de tekst Algorismus werd voltooid in 1470.

## Klavieren
Het Algorismus-manuscript heeft twee klavieren die als een soort tabblad aan de rand van de pagina bevestigd zijn. Er is er een bevestigd aan fol. 100, op het laatste blad van Hendrik van Kalkars Excerptum.

## Herkomst
Voordat het handschrift in bezit kwam van de Universiteitsbibliotheek Utrecht was het Algorismus-handschrift in bezit van kartuizerklooster Nieuwlicht, ook wel Bloemendaal genoemd. Dit klooster werd gesticht in 1391 door edelman Zweder van Gaesbeek. Deze kloosterbibliotheek bleef lange tijd intact.

## Referenties

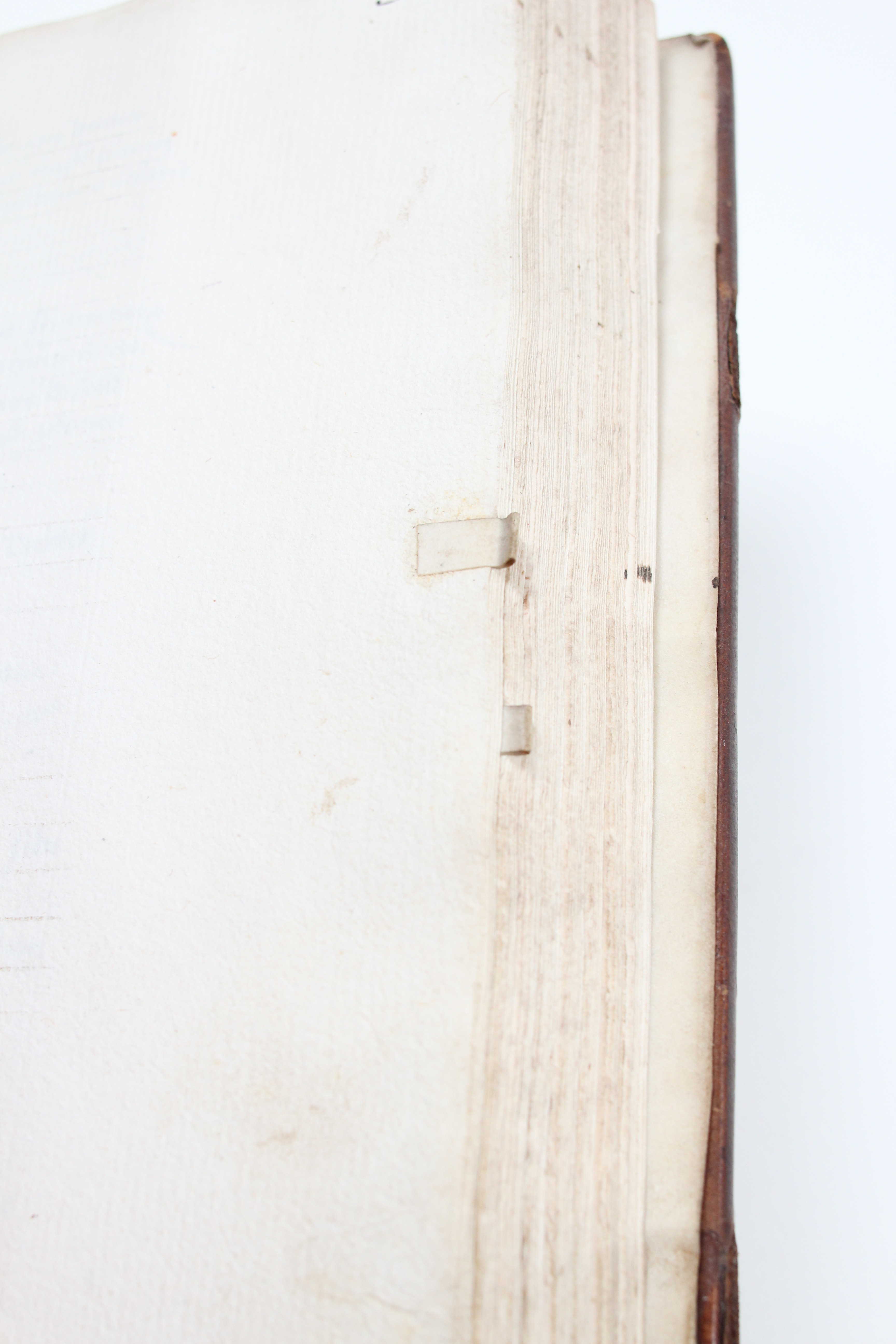
Klavier dat is bevestigd aan fol. 100.